# Chevone Marsh
Chevone Omelli Marsh (Kingston, 25 febbraio 1994) è un calciatore giamaicano, centrocampista del Greenville Triumph.

## Carriera

### Club
Inizia la sua carriera nell'Under-13 del Constant Spring. Successivamente gioca per il Meadhaven United e a 15 anni, nel 2009 passa al Cavalier, nel quale gioca per Under-15 e Under-17 contemporaneamente. Dal 2012 gioca nella prima squadra del Cavalier, nella National Premier League giamaicana.
Nell'agosto 2016 si è accordato con la squadra finlandese del KPV, disputando il campionato di Ykkönen, seconda serie del campionato finlandese di calcio.

### Nazionale
Ha fatto parte della selezione Under-20 giamaicana per le qualificazioni al Mondiale Under-20 2013 in Turchia, non riuscendo a qualificarsi.
Viene convocato per la Copa América Centenario negli Stati Uniti.